# Piamonte
Piamonte – miasto w Kolumbii, w departamencie Cauca.